# Luis Mago
Luis Enrique Del Pino Mago (Cumaná, 15 de setembro de 1994) é um futebolista profissional venezuelano que atua como zagueiro, atualmente defende o Universidad de Chile.

## Carreira
Luis Mago fez parte do elenco da Seleção Venezuelana de Futebol da Copa América de 2019.